# Carl Diem
Carl Diem (24 de junio de 1882 – 17 de diciembre de 1962) fue un administrador deportivo alemán, Secretario General del Comité Organizador de los Juegos Olímpicos de Berlín 1936 (también conocidos como "Olimpiadas nazis") y rector fundador de la Escuela Superior de Deportes de Alemania. Fue el creador de la tradición de la antorcha olímpica y es considerado uno de los más influyentes historiadores del deporte, especialmente en materia de los Juegos Olímpicos.

## Biografía
Nacido en una familia de clase media-alta, Carl Diem fue en su juventud un corredor de media y larga distancia, llegando a formar un club denominado “Macromannia” en 1899. Ya en su etapa universitaria, comienza a escribir sus primeros artículos deportivos para periódicos y con 20 años fue contratado por la Autoridad de Deportes de Alemania de Atletismo (DSBfA) y un año después fue elegido miembro de su consejo de administración.
Diem estaba convencido de los beneficios que podía ejercer el deporte internacional sobre la alianza entre naciones. Este es uno de los motivos por lo que fue discípulo de Pierre de Coubertin, fundador del COI y el padre de la Olimpiada internacional moderna, al que consideraba como la “primera figura del deporte contemporáneo”.
En 1896, comenzó su carrera olímpica, como delegado del equipo alemán en unos JJ. OO. organizados por los griegos. Más tarde, junto con Theodor Lewald (presidente del COA) llevó a cabo los preparativos para los juegos de Berlín que finalmente no pudieron realizarse debido al estallido de la Primera Guerra Mundial, en la cual Diem participó y resultó herido. Tras acabar la guerra, en 1920, creó la Deutsche Hochschule für Leibesübungen, una escuela dedicada al estudio de la ciencia del deporte (primer laboratorio de psicología del deporte). En 1929, viajó a Estados Unidos. Acompañado por Lewald, en parte, para conocer de cerca los programas deportivos de América. En este viaje conoció a Avery Brundage, un funcionario olímpico estadounidense que jugaría un papel importante en los JJ. OO. del 36.
Con motivo de los Juegos Olímpicos de Berlín, Diem se convirtió en el organizador del deporte alemán (exactamente, Secretario General del Comité de Organización) y precursor de la Reichsbund Nationalsozialistischer Leibesübungen, el Órgano de Deportes de la Alemania Nazi. Los estadounidenses comenzaron un proceso de boicot a los Juegos debido a la ideología nazi, por la cual la raza no considerada “aria” quedaba discriminada en la participación de las Olimpiadas. Este intento de boicot solo cesó cuando A. Brundage, amigo de Diem, negó estas afirmaciones tras visitar la ciudad de Berlín. La negación de Brundage no cuadraba con la realidad, por lo que se presupone que los alemanes y en particular Diem, lograron persuadirle.
Después de los JJ. OO., siguió ocupando cargos significativos dentro de la estructura deportiva del gobierno, convirtiéndose en 1939 en el líder del Departamento de Relaciones Exteriores de la Oficina de Deportes Nacionalsocialista.
Uno de los sucesos por lo que más destaca la figura de Diem, es por la creación junto con Lewald en 1934 de la ceremonia de relevo de la antorcha olímpica. Esta idea fue engendrada en 1934, cuando ambos compañeros viajaron a Grecia con motivo de una conferencia olímpica. Tras desarrollar unos vagos pensamientos mezclados con antiguos mitos griegos, Diem y Lewald idearon el relevo de una antorcha desde Grecia hasta Berlín, que simbolizaba la unidad de las naciones bajo el aura del fuego original (refiriéndose con éste a la leyenda de Prometeo).
El 30 de junio de 1936, la antorcha olímpica se encendió por primera vez y viajó desde Olimpia hasta Berlín, con una serie de actos intermedios y celebraciones. Desde entonces, en todos los Juegos posteriores se ha llevado a cabo la ceremonia de la antorcha, con un desarrollo casi idéntico al inicial.

## Legado
En marzo de 1945, durante la Batalla de Berlín en las últimas semanas de la Segunda Guerra Mundial, Diem organizó otro famoso evento en el Estadio Olímpico de Berlín. En él, alentó a los jóvenes de las Juventudes Hitlerianas a defender la capital a muerte. Estos hicieron exactamente lo que Diem les dijo, pero aun así Berlín cayó pocas semanas después.
Poco más tarde de concluir la guerra fue rehabilitado en la corriente principal de la nueva República Federal de Alemania, regresando a su carrera como historiador del deporte de Alemania y de los Juegos Olímpicos. Por esta época, exactamente en 1960, un libro de gran importancia en el deporte, titulado Weltgeschichte des Sports und der Leibeserziehung, considerado el mejor libro de historia general del deporte, donde desarrolla la teoría del origen del ejercicio físico.
Poco después, en 1962, murió en Colonia (Alemania), convirtiéndose en una figura respetada dentro de su país creándose incluso el Instituto de Carl Diem de la Universidad Alemana de Deportes, dirigido por su esposa, Liselott, hasta 1989. Después de su muerte en 1992, el Instituto pasó a llamarse Carl Diem y Liselott. Aún en la actualidad Diem sigue siendo el mejor historiador de los deportes en Alemania.
Si hay algo que se le reprocha a la figura de Diem, es su proximidad al movimiento nazi, instaurado en 1933. Desde un inicio aceptó el patrocinio nazi y sus primeros escritos guardan una evidente relación con las ideas populares sobre el Supremacismo blanco. Durante el período de Adolf Hitler en el poder, se aferró a su posición nacional y participó en la propaganda de guerra, incluyendo el mitin de Berlín (antes citado), cerca de final de la guerra.
A tanto llegó la polémica sobre su vinculación con el Régimen nazi que en la década de los 90 se produjo en Alemania un debate público sobre su legado, y si las calles en su honor deberían cambiarse de nombre o no. Además en relación con la ceremonia de la antorcha olímpica, hay opiniones que ven esta cierto simbolismo con el deseo nazi de explorar y reivindicar los orígenes de la raza aria.
También tuvo grandes defensores y admiradores, entre ellos, el barón de Coubertin, inventor del olimpismo moderno y amigo personal de Diem, que dijo de él que era “un verdadero hombre olímpico. Su actitud hacia la idea olímpica es idéntica a la mía y me alegro de haber encontrado en él a un verdadero amigo”.

## Teoría sobre el origen de los ejercicios físicos
Diem afirma que incluso en la actualidad encontramos ejemplo claros, como cuando vemos a un atleta que reza antes de una competición importante para él. Aún con la gran cantidad de ejemplos, no queda totalmente demostrado que los juegos vinculados con el culto hayan nacido de él y Diem se apresura a reconocer que los ejercicios corporales físicos fueron inicialmente actos de supervivencia, posteriormente, de confrontación para el liderazgo y la demostración de superioridad y, finalmente, se convirtieron en actos de culto, tradiciones, juegos, etc.
Según Diem, en un momento concreto el hombre superó las acciones necesarias únicamente para su existencia y dio paso al “juego”. En ese mismo instante comienza a vincularse ese “juego”, esas fuerzas excedentes (actividades libres del hombre primitivo entre las que destacan para este tema las formas y movimientos del cuerpo) con el culto.
Diem considera que el culto es “un sistema ordenado, con base espiritual, de acciones iterables (capaces de repetirse) tendentes a atraer el favor de los dioses o a darles las gracias por su asistencia”. Aunque en un comienzo este sistema se basaba en gestos y movimientos sencillos y rudimentarios, a medida que se desarrollaba, fue evolucionando, dando lugar a las danzas, las cuales seguían unos determinados ritmos. De estas danzas y ejercicios podemos ver abundantes ejemplos desde los tiempos más primitivos hasta hoy, en tribus de distintas partes del mundo, que con ellas pretenden causar el agrado de los dioses. Para Diem, estas danzas no solo expresan la conciencia del hombre de hallarse dependiente de unos poderes superiores, sino también su deseo de influir en la realidad por una especie de hechizo analógico, que solo puede ser vivido por la persona que lleva a cabo el movimiento corporal. Este se produce debido a que la repetición monótona y de cierta duración que provoca una estimulación o mayor sensibilización de los sentidos y lleva a pensar al sujeto que es posible actuar sobre la realidad.
Diem considera que este misterio de los movimientos y juegos cultuales sigue aún presente en el deporte. Afirma también que el juego de los miembros es siempre una especie de lenguaje que, en forma no lógica, revela los misterios de un mundo trascendente. De esto último pone una serie de ejemplos, destacando por su claridez en la relación religiosa, los ritos de fecundidad de las fiestas de primavera en la sociedad prehistórica. También hace alusión a celebraciones que no tienen un carácter cultual, como las familiares y tribales.
Otro motivo por el que se producían juegos entre las poblaciones primitivas, según el autor, era el gusto por la aventura y la competición, aunque también influían dentro de este elementos cultuales. Diem afirma que los hombres primitivos y protohistóricos se representaban a los dioses como seres “llenos del gusto por el ejercicio físico”. Por ello, la realización de juegos y competiciones se estimaba como una actividad agradable a los dioses. Todos estos juegos contaban con una historia previa entre los hombres, antes de ser traspasados al mundo de los dioses.
El último capítulo de su teoría sobre el origen de los ejercicios físicos se centra en el culto a los muertos donde surgen una gran cantidad de juegos y competiciones. En este apartado expone la teoría de los 3 niveles humanos (idea que compartía con Ortega y Gasset).
Esta teoría distingue entre un 1.er nivel que consistía en matar a quien se encontraba culpable de asesinato, un 2.º nivel en el que se daba al culpable una oportunidad de librarse de la muerte mediante una especie de juicio de Dios consistente en un combate entre dos a vida o muerte y un 3.º, que surge para Diem en el momento en que aparece la idea de los juegos deportivos y explica que en los ritos funerarios se intentaba cantar a la vida que continuaba, eran una confesión de vida, de las ganas de vivir. “El joven que luchaba junto al féretro tomaba posesión de la fuerza del héroe difunto, sentía como se colaban en él la valentía y el espíritu de victoria de los antepasados, se robustecía con el recuerdo de un muerto glorioso, cuyas cualidades él se sentía obligado a realizar en el futuro”.
Para concluir Diem afirma que “la idea cultual de todas estas fiestas deportivas pueden resumirse en una única fórmula: estaban dedicadas a la eterna juventud”. Para demostrarlo, Diem hace referencia al fuego perpetuo que ardía en los lugares cultuales de los Juegos Olímpicos. En este sentido, los juegos deportivos, nacidos de un culto funerario cruel, reciben una interpretación totalmente distinta a la de su origen.